# Liferea
Liferea, abbreviazione di Linux Feed Reader, è un aggregatore libero di notizie distribuite tramite feed.
È stato progettato per essere veloce, facile da usare e da installare.
Supporta i più importanti formati di feed, tra cui RSS/RDF ed Atom ed è in grado di importare ed esportare liste d'iscrizione in formato OPML; supporta anche il podcasting.
Liferea utilizza le librerie GTK+ e si integra nel desktop GNOME.

## Pronuncia
L'autore di Liferea, che è tedesco, pronuncia il nome del software così: lifəreja.

## Caratteristiche peculiari
Liferea si differenzia da altri lettori di feed per Unix/Linux per il fatto che non dipende da troppe librerie supplementari. È scritto in C e non fa uso di linguaggi interpretati.
Liferea permette di visualizzare i siti attraverso un browser integrato, in modo da semplificare la lettura degli articoli di interesse. Il browser può essere Mozilla/Firefox/XULRunner o GtkHTML. Inoltre, l'utente può configurare molti browser web esterni tramite i quali aprire i link (ad esempio Mozilla Firefox, Netscape, Opera, Epiphany, Konqueror).

Screenshot di Liferea 1.0.27.

L'ordinamento delle iscrizioni in directory permette all'utente di leggere tutti i titoli di una directory in una sola volta. È inoltre possibile nascondere tutti i titoli già letti impostando un filtro.
In maniera simile al client di posta Evolution, Liferea supporta le directory di ricerca - cosa che permette all'utente di avere delle ricerche permanenti. Ogni directory di ricerca contiene tutti i titoli che corrispondono ai criteri definiti dall'utente.

## Integrazione nel browser
In Epiphany c'è un'estensione per l'iscrizione ad un feed di notizie che permette di aggiungere i feed a Liferea durante la navigazione.
Per Firefox 1.5+ c'è un'estensione, FeedBag, che permette di aggiungere le iscrizioni facendo click sulle icone dei Segnalibri Live nella barra degli indirizzi di Firefox.
Da Firefox 2.0+ Liferea può essere usato senza alcuna estensione particolare. Per iscriversi ai feed di notizie dall'interno di Firefox lo script aggiuntivo "liferea-add-feed" deve essere configurato all'interno delle preferenze di iscrizione ai feed di Firefox.